# Campeonato Paraense de Futebol de 2011
O Campeonato Paraense de Futebol de 2011 foi a 99ª edição da principal divisão do futebol no Pará. A disputa ocorreu entre 22 de janeiro e 17 de julho e é organizada pela Federação Paraense de Futebol (FPF). Teve como campeão o Independente da cidade de Tucuruí. Este também foi o primeiro título conquistado por um clube fora de Belém.

## Regulamento[1]

### Taça ACLEP - Primeira fase (Preliminar)
Oito clubes disputam uma fase preliminar, onde serão classificados os dois primeiros colocados, que serão integrados a Segunda fase com outros 6 clubes.
O melhor clube por índice técnico será proclamado campeão da fase, sendo agraciado com o troféu alusivo a conquista denominado "Taça ACLEP".
Os dois últimos serão rebaixados para a 2ª Divisão do ano de 2012.

### Participantes
| Equipe      | Cidade      | Em 2010              | Estádio          | Capacidade | Títulos (mais recente) | Part. |
| ----------- | ----------- | -------------------- | ---------------- | ---------- | ---------------------- | ----- |
| Abaeté      | Abaetetuba  | 2º (Segunda Divisão) | Humberto Parente | 3.100      | 0 (não possui)         | 3     |
| Ananindeua  | Ananindeua  | 7º (Fase Principal)  | Curuzu           | 14.000     | 0 (não possui)         | 5     |
| Castanhal   | Castanhal   | 6º (Primeira Fase)   | Modelão          | 4.200      | 2 (2009)               | 8     |
| Parauapebas | Parauapebas | 1º (Segunda Divisão) | Rosenão          | 10.000     | 0 (não possui)         | 1     |
| Santa Rosa  | Belém       | 8º (Fase Principal)  | Curuzú           | 12.500     | 0 (não possui)         | 3     |
| Sport Belém | Belém       | 7º (Primeira Fase)   | Curuzu           | 12.000     | 0 (não possui)         | 10    |
| Time Negra  | Belém       | 8° (Primeira Fase)   | Curuzú           | 12.500     | 3 (2004)               | 8     |
| Tuna Luso   | Belém       | 5° (Primeira Fase)   | Souza            | 4.000      | 0 (não possui)         | 6     |

### Segunda fase
Na segunda fase, as 4 equipes qualificadas juntam-se a Águia, Paysandu, Remo e São Raimundo. As equipes jogam entre si em ida: Taça Cidade de Belém e volta: Taça Estado do Pará. Os 4 mais bem colocados em cada turno avançam para as semifinais.

## Participantes - Fase principal[2]
| Equipe          | Cidade    | Em 2010            | Estádio            | Capacidade | Títulos (mais recente) | Part. |
| --------------- | --------- | ------------------ | ------------------ | ---------- | ---------------------- | ----- |
| Águia de Marabá | Marabá    | 2º colocado        | Zinho de Oliveira  | 4.000      | 0 (não possui)         | 12    |
| Cametá          | Cametá    | 4º colocado        | Parque do Bacurau  | 5.000      | 0 (não possui)         | 2     |
| Castanhal       | Castanhal | 6º (Primeira Fase) | Modelão            | 5.000      | 0 (não possui)         | 15    |
| Independente    | Tucuruí   | 5º colocado        | Navegantão         | 5.000      | 0 (não possui)         | 9     |
| Paysandu        | Belém     | Campeão            | Curuzú             | 16.500     | 44 (2010)              | 95    |
| Remo            | Belém     | 3º colocado        | Baenão             | 17.518     | 42 (2008)              | 95    |
| Tuna Luso       | Belém     | 5º (Primeira Fase) | Souza              | 4.000      | 10 (1988)              | 73    |
| São Raimundo    | Santarém  | 6º colocado        | Colosso do Tapajós | 19.254     | 0 (não possui)         | 12    |

### Final
Os dois campeões de cada turno se enfrentam disputando o título em duas partidas. Se o campeão do primeiro turno ganhar o segundo turno, o mesmo será declarado campeão automaticamente.O campeão e o vice disputarão a Copa do Brasil de 2012.

### Critérios de desempate
1. Número de vitórias
2. Saldo de gols
3. Gols marcados
4. Confronto direto
5. Sorteio

## Classificação

### Primeira fase (Preliminar) - Taça ACLEP
| Pos. | Equipe      | Pts | J | V | E | D | GP | GC | SG |
| ---- | ----------- | --- | - | - | - | - | -- | -- | -- |
| 1    | Tuna Luso   | 15  | 7 | 5 | 0 | 2 | 11 | 7  | 4  |
| 2    | Castanhal   | 14  | 7 | 4 | 2 | 1 | 17 | 8  | 9  |
| 3    | Ananindeua  | 13  | 7 | 4 | 1 | 2 | 14 | 9  | 5  |
| 4    | Abaeté      | 12  | 7 | 4 | 0 | 3 | 17 | 14 | 3  |
| 5    | Parauapebas | 8   | 7 | 2 | 2 | 3 | 13 | 15 | -2 |
| 6    | Sport Belém | 8   | 7 | 2 | 3 | 2 | 8  | 14 | -6 |
| 7    | Santa Rosa  | 6   | 7 | 2 | 1 | 4 | 7  | 13 | -6 |
| 8    | Time Negra  | 3   | 7 | 0 | 3 | 4 | 6  | 13 | -7 |

|  |                              |
|  | Classificados à Segunda Fase |
|  | Rebaixados à Segunda Divisão |

| Taça ACLEP de 2011            |
| ----------------------------- |
| Belém                         |
| TUNA LUSO Campeão (1º título) |

### Taça Cidade de Belém - Segunda fase (1º Turno)
| Pos. | Equipe          | Pts | J  | V | E | D | GP | GC | SG |
| ---- | --------------- | --- | -- | - | - | - | -- | -- | -- |
| 1    | Paysandu        | 25  | 11 | 8 | 1 | 2 | 32 | 22 | 10 |
| 2    | Cametá          | 12  | 11 | 3 | 3 | 5 | 27 | 28 | -1 |
| 3    | Remo            | 18  | 9  | 5 | 3 | 1 | 16 | 10 | 6  |
| 4    | Independente-PA | 10  | 9  | 3 | 1 | 5 | 16 | 16 | 0  |
| 5    | Tuna Luso       | 8   | 7  | 1 | 5 | 1 | 6  | 7  | -1 |
| 6    | Águia de Marabá | 6   | 7  | 1 | 3 | 3 | 9  | 13 | -4 |
| 7    | Castanhal       | 6   | 7  | 1 | 3 | 3 | 9  | 14 | -5 |
| 8    | São Raimundo-PA | 6   | 7  | 1 | 3 | 3 | 8  | 13 | -5 |

|  |                           |
|  | Classificados à Semifinal |

| Taça Cidade de Belém de 2011    |
| ------------------------------- |
| Belém                           |
| Paysandu Tricampeão (5º título) |

### Taça Estado do Pará - Segunda fase (2º Turno)
| Pos. | Equipe          | Pts | J | V | E | D | GP | GC | SG  |
| ---- | --------------- | --- | - | - | - | - | -- | -- | --- |
| 1    | Independente-PA | 15  | 7 | 5 | 0 | 2 | 13 | 8  | 5   |
| 2    | Cametá          | 15  | 7 | 5 | 0 | 2 | 11 | 8  | 3   |
| 3    | São Raimundo-PA | 13  | 7 | 4 | 1 | 2 | 14 | 8  | 6   |
| 4    | Remo            | 13  | 7 | 4 | 1 | 2 | 13 | 9  | 4   |
| 5    | Paysandu        | 8   | 7 | 2 | 2 | 3 | 10 | 11 | -1  |
| 6    | Águia de Marabá | 7   | 7 | 2 | 1 | 4 | 9  | 12 | -3  |
| 7    | Castanhal       | 5   | 7 | 1 | 2 | 4 | 3  | 7  | -4  |
| 8    | Tuna Luso       | 4   | 7 | 1 | 1 | 5 | 6  | 16 | -10 |

|  |                           |
|  | Classificados à Semifinal |

### Fase final
|  | Semifinais | Semifinais      | Semifinais | Semifinais |   |  | Final           | Final | Final | Final |
|  |            |                 |            |            |   |  |                 |       |       |       |
|  | 1          | Independente-PA | 0          | 2          |   |  |                 |       |       |       |
|  | 4          | Remo            | 1          | 0          |   |  |                 |       |       |       |
|  |            |                 |            |            |   |  | Independente-PA | 2     | 2     |       |
|  |            |                 | Cametá     | 1          | 2 |  |                 |       |       |       |
|  | 2          | São Raimundo-PA | 3          | 0          |   |  |                 |       |       |       |
|  | 3          | Cametá          | 2          | 2          |   |  |                 |       |       |       |

| Taça Estado do Pará de 2011      |
| -------------------------------- |
| Tucuruí                          |
| Independente Campeão (1º título) |

### Taça Açai (final)
| 19 de junho de 2011 | Independente                     | 2 - 2 | Paysandu                | Navegantão, Tucuruí                          |
| 16:00               | Fábio Gaúcho 23' · Joãozinho 63' |       | 20' Andrei · 86' Mendes | Árbitro: PA Dewson Fernando Freitas da Silva |

| 26 de junho de 2011 | Paysandu                                    | 3 - 3 | Independente                           | Mangueirão, Belém                                |
| 16:00               | Sidny 13' · Heliton 53' · Sandro Goiano 89' |       | 38' Marçal · 41' Wegno · 45' Joãozinho | Público: 19 478 Árbitro: PA Clauber José Miranda |

|                              |     | Penalidades             |  |
| Sidny Rafael Oliveira Mendes | 0–3 | Fábio Gaúcho Lima Adson |  |